# Prêmio Dresden
O prêmio (português brasileiro) ou prémio Dresden (português europeu) ou na sua forma portuguesa, Dresda (em alemão: Dresden-Preis) é um prêmio de paz internacional, criado em 2010, concedido anualmente em 13 de fevereiro, aniversário do bombardeamento de Dresden na Segunda Guerra Mundial.
São agraciados em especial contribuições contra conflitos, violência e escalação (em alemão: Eskalation). A condecoração foi criada pela associação Friends of Dresden Deutschland, fundada em Dresden em 2009. A associação é derivada da estadunidense Friends of Dresden Inc. de Nova Iorque, criada por Günter Blobel. É patrocinado pela Fundação Klaus Tschira, dotado do valor monetário de 25.000 euros.
De acordo com os organizadores, a condecoração serve também como contrapartida ao Dresdner Gedenktag, organizado por neonazistas também no dia 13 de fevereiro. A pedido do Ministro do Interior da Saxônia, por questões de segurança, a cerimônia de condecoração da primeira premiação foi transferida para o dia seguinte, em uma comemoração na Ópera Semper.

## Agraciados
| Ano  | Agraciado              | Imagem                          | Apresentador           | Justificativa |
| ---- | ---------------------- | ------------------------------- | ---------------------- | --- |
| 2010 | Mikhail Gorbachev      | Michail Gorbatschow             | Gerhart Baum           | Por suas realizações na prevenção de conflitos e violência, e em especial por seu engajamento para o desarmamento nuclear. Com sua iniciativa unilateral de abandonar a instalação de mísseis balísticos de médio alcance, Gorbachev deu um sinal para o encerramento da corrida armamentista atômica e contribuiu fundamentalmente para a prevenção da violência nas décadas passadas. |
| 2011 | Daniel Barenboim       | Daniel Barenboim                | Richard von Weizsäcker | Por seu engajamento por um diálogo no Oriente Médio, criador da West-Eastern Divan Orchestra. |
| 2012 | James Nachtwey         | James Nachtwey                  | Wim Wenders            | |
| 2013 | Stanislav Petrov       | Stanislaw Jewgrafowitsch Petrow | Claus Kleber           | |
| 2014 | Emmanuel Jal           | Emmanuel Jal                    | Fatou Bensouda         | |
| 2015 | Eduardo, Duque de Kent | Edward von Kent                 | Kurt Biedenkopf        | |
| 2016 | Daniel Ellsberg        | Daniel Ellsberg                 | Jakob Augstein         | |
| 2017 | Domenico Lucano        | Domenico Lucano                 | Martin Roth            | |
| 2018 | Tommie Smith           | Tommie Smith                    | Günter Wallraff        | |
| 2019 | Phan Thị Kim Phúc      |                                 | James Nachtwey         | |